# Pattinaggio su strada ai Giochi mondiali 2022 - 15,000 metri a eliminazione maschile
La gara dei 15,000 metri a eliminazione maschile di pattinaggio su strada ai Giochi mondiali 2022 si è svolta l'11 luglio 2025 a Birmingham.

## Risultati
| Rank | Atleta                        | Note |
| ---- | ----------------------------- | ---- |
| 1    | Bart Rene Swings              |      |
| 2    | Martin Ferrie                 |      |
| 3    | Francisco Jose Peula Cabello  |      |
| 4    | Mike Alejandro Paez Cuellar   |      |
| 5    | Giuseppe Bramante             |      |
| 6    | Chang-Chin Ku                 | EL   |
| 7    | Christian Kromoser            | EL   |
| 8    | Hugo Diego Ramirez Boada      | EL   |
| 9    | Michal Prokop                 | EL   |
| 10   | Nils Buhnemann                | EL   |
| 11   | David Ariel Sarmiento Moscoso | EL   |
| 12   | Miguel Fonseca Bravo          | EL   |
| 13   | Michael Garcia                | EL   |
| 14   | Santiago Ariel Roumec         | EL   |
| 15   | Daniel Zapata Martinez        | EL   |
| 16   | Carlos Arturo Tarazona Ropero | EL   |